# Verwaltungsgemeinschaft Dermbach
De Verwaltungsgemeinschaft Dermbach  in het landkreis Wartburgkreis in de Duitse deelstaat Thüringen was een gemeentelijk samenwerkingsverband waarbij negen gemeenten waren aangesloten. Het bestuurscentrum bevond zich in  Dermbach.

## Geschiedenis
Op 1 januari 2019 werd het samenwerkingsverband opgeheven. Brunnhartshausen, Neidhartshausen, Stadtlengsfeld, Urnshausen en Zella/Rhön gingen op in de gemeente Dermbach, die de functie van de Verwaltungsgemeinschaft over nam as erfüllende Gemeinde voor Oechsen, Weilar en Wiesenthal.

## Deelnemende gemeenten
1. Brunnhartshausen ()
2. Dermbach (7.277)
3. Neidhartshausen ()
4. Oechsen (598)
5. Stadtlengsfeld ()
6. Urnshausen ()
7. Weilar (836)
8. Wiesenthal (735)
9. Zella/Rhön ()